# 西大西洋胸棘鯛
西大西洋胸棘鯛輻鰭魚綱金眼鯛目燧鯛亞目燧鯛科的其中一種，分布於西北大西洋海域，棲息在深水域，無經濟價值。

## 擴展閱讀
維基物種上的相關：西大西洋胸棘鯛